# Эббот, Джон (актёр)
Джон Эббот (Джон Альберт Чемберлен Кеффорд) (5 июня 1905 года — 24 мая 1996 года) — британский актёр.

## Биография
Джон Эббот родился в Степни, Лондон.
В середине 1930-х годов стал театральным актёром, был шекспировским актёром в театре Олд Вик. С 1936 года появились первые небольшие роли в кино.
В 1941 году он получил предложение сняться в кино в Голливуде и остался в Соединенных Штатах до конца своей жизни. На его счету более 160 ролей в кино и телесериалах.
В 1946 году он сыграл роль Бертрама Гриббла в «Обмане», в 1958 году слугу Мануэля в «Жижи», в 1966 году — Эмиля в фильме «Гамбит». В том же году он озвучил роль волка Акелы в «Книге джунглей».
В 1982 году он появился в роли Доктора Франкенштейна в Slapstick.

## Избранная фильмография
- Покорение воздуха (1936)
- Святой в Лондоне (1939)
- Жанна Парижская (1942)
- Миссис Минивер (1942)
- Жестокий Шанхай (1941)
- Кошмар (1942)
- Миссия в Москву (1943)
- Джейн Эйр (1943)
- Однажды в сказке (1944)
- Маска Димитриоса (1944)
- Летняя буря (1944)
- Сокол в Голливуде (1944)
- Сила Свистуна (1945)
- Тысяча и одна ночь (1945)
- Бегство в Алжир (1945)
- Предупреждение Криминального доктора (1945)
- Саратога Транк (1945)
- Бандит из Шервудского леса (1946)
- Анна и король Сиама (1946)
- Обман (1946)
- Юмореска (1946)
- Пресловутый Одинокий волк (1946)
- Аддио Мими (1947)
- С незапамятных времён (1947)
- Паутина (1947)
- Женщина в белом (1948)
- Мадам Бовари (1949)
- Гром на холме (1951)
- Боковой ветер (1951)
- Веселая вдова (1952)
- Гром на Востоке (1952)
- Сомбреро (1953)
- Стальная леди (1953)
- Омар Хайям (1957)
- Жижи (1958)
- Кто заботится о магазине (1963)
- Величайшая история, когда-либо рассказанная (1965)
- Гамбит (1966)
- Книга джунглей (1967) (голос)
- Чёрная птица (1975)
- Пощечина другого рода (1982)
- Шведский стол (1983)
- Квест (1984)